# Bulbul blanc-i-negre
El bulbul blanc-i-negre (Microtarsus melanoleucos) és una espècie d'ocell de la família dels picnonòtids (Pycnonotidae) ) i única espècie del gènere Microtarsus. Es troba a Brunei, Indonèsia, Malàisia i Tailàndia. Se'l considera extingit a Singapur. Els seus hàbitats principals són els boscos tropicals i subtropicals de frondoses humits de les terres baixes i de l'estatge montà, els boscos de pantà, les plantacions, els jardins rurals i les àrees forestals fortament degradades. El seu estat de conservació es considera gairebé amenaçat.